# Politique dans les Hautes-Pyrénées
Le département français des Hautes-Pyrénées est un département créé le 4 mars 1790 en application de la loi du 22 décembre 1789, à partir de l'ancienne province de Gascogne. Les 469 actuelles communes, dont presque toutes sont regroupées en intercommunalités, sont organisées en 17 cantons permettant d'élire les conseillers départementaux. La représentation dans les instances régionales est quant à elle assurée par 7 conseillers régionaux. Le département est également découpé en 2 circonscriptions législatives, et est représenté au niveau national par deux députés et deux sénateurs. 

## Représentation politique et administrative

### Préfets et arrondissements

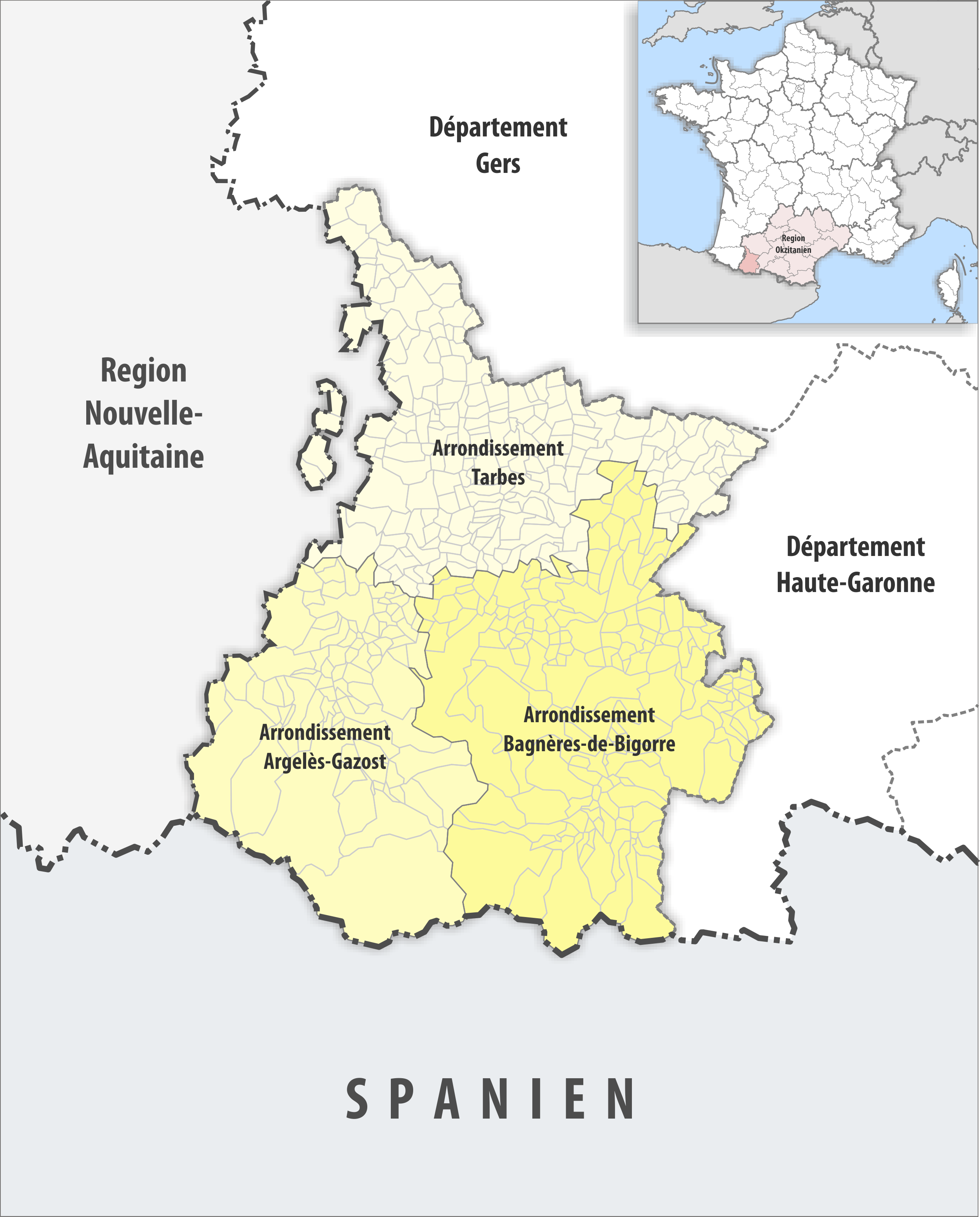
Arrondissements

La préfecture des Hautes-Pyrénées est localisée à Tarbes. Le département possède en outre deux sous-préfectures à Argelès-Gazost et Bagnères-de-Bigorre.

### Députés et circonscriptions législatives

Circonscriptions et affiliations à l'issue des élections de 2024.

| Circ. | Nom           |  | Parti | Groupe                    | Suppléant             |
| ----- | ------------- |  | ----- | ------------------------- | --------------------- |
| 1re   | Sylvie Ferrer |  | LFI   | La France insoumise       | Benjamin-Florian Sire |
| 2e    | Denis Fégné   |  | PS    | Socialistes et apparentés | Pascale Labedens      |

### Sénateurs
| Nom               |  | Parti | Groupe                                                  | Autres mandats (passés ou actuels)   |
| ----------------- |  | ----- | ------------------------------------------------------- | ------------------------------------ |
| Viviane Artigalas |  | PS    | Groupe socialiste                                       | Maire d'Arrens-Marsous (2012 → 2017) |
| Maryse Carrère    |  | PRG   | Groupe du Rassemblement démocratique et social européen |                                      |

### Conseillers départementaux

Cantons et affiliations à l'issue des élections de 2015.

| Canton                             | Conseiller Sortant     | Parti | Parti | Conseiller élu          | Parti | Parti |
| ---------------------------------- | ---------------------- | ----- | ----- | ----------------------- | ----- | ----- |
| Aureilhan                          | Jean Glavany           |       | PS    | Yannick Boubée          |       | PS    |
| Aureilhan                          | Geneviève Isson        |       | PS    | Geneviève Isson         |       | PS    |
| Bordères-sur-l'Échez               | Jean Buron             |       | PCF   | Jean Buron              |       | PCF   |
| Bordères-sur-l'Échez               | Andrée Souquet         |       | PCF   | Andrée Souquet          |       | PCF   |
| Les Coteaux                        | Monique Lamon          |       | PRG   | Monique Lamon           |       | PRG   |
| Les Coteaux                        | Bernard Verdier        |       | LREM  | Bernard Verdier         |       | LREM  |
| La Haute-Bigorre                   | Jacques Brune          |       | LREM  | Pierre Brau-Nogué       |       | DVG   |
| La Haute-Bigorre                   | Nicole Darrieutort     |       | PRG   | Nicole Darrieutort      |       | PRG   |
| Lourdes-1                          | Adeline Ayela          |       | LR    | Évelyne Laborde         |       | DVG   |
| Lourdes-1                          | José Marthe            |       | LR    | Thierry Lavit           |       | DVG   |
| Lourdes-2                          | Josette Bourdeu        |       | PRG   | Stéphane Peyras         |       | DVG   |
| Lourdes-2                          | Bruno Vinuales         |       | PRG   | Marie Plane             |       | DVG   |
| Moyen Adour                        | Isabelle Loubradou     |       | PS    | Geneviève Quertaimont   |       | DVD   |
| Moyen Adour                        | Jean-Christian Pedeboy |       | PRG   | Jean-Michel Ségneré     |       | LR    |
| Neste, Aure et Louron              | Maryse Beyrié          |       | PS    | Maryse Beyrié           |       | PS    |
| Neste, Aure et Louron              | Michel Pélieu          |       | PRG   | Michel Pélieu           |       | PRG   |
| Ossun                              | Georges Astuguevieille |       | DVD   | Marc Begorre            |       | DVG   |
| Ossun                              | Catherine Villegas     |       | DVD   | Marie-Françoise Prugent |       | DVG   |
| Tarbes-1                           | Frédéric Laval         |       | LREM  | Frédéric Laval          |       | LREM  |
| Tarbes-1                           | Virginie Siani Wembou  |       | LREM  | Virginie Siani Wembou   |       | LREM  |
| Tarbes-2                           | Gilles Craspay         |       | MR    | Gilles Craspay          |       | MR    |
| Tarbes-2                           | Andrée Doubrère        |       | LR    | Andrée Doubrère         |       | LR    |
| Tarbes-3                           | Laurence Ancien        |       | UDI   | Laurence Ancien         |       | UDI   |
| Tarbes-3                           | David Larrazabal       |       | LR    | David Larrazabal        |       | LR    |
| Val d'Adour-Rustan-Madiranais      | Christiane Autigeon    |       | PS    | Frédéric Ré             |       | DVG   |
| Val d'Adour-Rustan-Madiranais      | Jean Guilhas           |       | PS    | Véronique Thirault      |       | DVG   |
| La Vallée de l'Arros et des Baïses | Joëlle Abadie          |       | PS    | Joëlle Abadie           |       | PS    |
| La Vallée de l'Arros et des Baïses | André Fourcade         |       | PRG   | Nicolas Datas-Tapie     |       | DVG   |
| La Vallée de la Barousse           | Laurent Lages          |       | PRG   | Laurent Lages           |       | PRG   |
| La Vallée de la Barousse           | Pascale Peraldi        |       | PRG   | Pascale Peraldi         |       | PRG   |
| La Vallée des Gaves                | Louis Armary           |       | PRG   | Louis Armary            |       | PRG   |
| La Vallée des Gaves                | Chantal Robin-Rodrigo  |       | PRG   | Maryse Carrère          |       | PRG   |
| Vic-en-Bigorre                     | Isabelle Lafourcade    |       | PRG   | Isabelle Lafourcade     |       | PRG   |
| Vic-en-Bigorre                     | Bernard Poublan        |       | PRG   | Bernard Poublan         |       | PRG   |

### Conseillers régionaux
Présidence : Carole Delga (Haute-Garonne)
|            | Parti | Siège |
| ---------- | ----- | ----- |
| Majorité   |       |       |
|            | PS    | 1     |
|            | PRG   | 1     |
|            | PC    | 1     |
|            | DVG   | 1     |
|            | ÉCO   | 1     |
| Opposition |       |       |
|            | RN    | 1     |
|            | LR    | 1     |

### Maires

Carte des 469 communes des Hautes-Pyrénées au 1er janvier 2022.

| Commune | Maire          |  | Parti | Élection | Population |
| ------- | -------------- |  | ----- | -------- | ---------- |
| Lourdes | Thierry Lavit  |  | DVG   | 2020     | 13 389     |
| Tarbes  | Gérard Trémège |  | LR    | 2001     | 41 158     |